# 四川狼尾草
四川狼尾草（学名：Pennisetum sichuanense）为禾本科狼尾草属下的一个种。除模式标本外, 没有其他记录。

## 扩展阅读
- 維基物種上的相關：四川狼尾草